# Palinovec
Palinovec is een plaats in de gemeente Donji Kraljevec in de Kroatische provincie Međimurje. De plaats telt 792 inwoners (2001).